# Günther Happich
Günther Happich   (Viena, 28 de gener de 1952 - Viena, 16 d'octubre de 1995) fou un futbolista austríac de la dècada de 1970.
Fou internacional amb la selecció de futbol d'Àustria.
Pel que fa a clubs, destacà a Wiener Sport-Club i SK Rapid Wien.